# Émile-Auber Pigeon
Pour les articles homonymes, voir Pigeon (homonymie).
Émile-Auber Pigeon (1829-1902) est un ecclésiastique et un historien de la Manche.

## Biographie
Il naît à Saint-Pair-sur-Mer le 2 septembre 1829 de Georges Pigeon, receveur des douanes, et de Marie-Louise Mottet, originaire de Genêts.
Élève au collège d'Avranches, il intègre l'administration des contributions indirectes. En 1853, il renonce à la fonction publique et entre au Grand séminaire de Coutances pour devenir prêtre.
Il devient proche de Jean-Pierre Bravard, devenu évêque de Coutances et Avranches en 1862. Celui-ci souhaite redonner une vocation religieuse au Mont-Saint-Michel. Il devient curé du Mont pendant deux années. Il est ensuite chargé de la rédaction de la Semaine religieuse. Il devient chanoine de Coutances après la parution de son livre sur la cathédrale.
Il meurt le 22 février 1902 à Coutances. Sa collection, conservée par ses héritiers, a en grande partie été acquise par la ville d'Avranches en 1985.

## Ouvrages
- Description historique et monumentale du Mont Saint-Michel, de la basilique de l'Archange et de l'église souterraine de N.-D. du Mont Tombe, H. Tribouillard, 1865, 184 pages.
- Histoire de La Cathédrale de Coutances, Imprimerie de E. Salettes Fils, Coutances, 1876, 392 pages.
- Histoire de l'ancienne église St-Gervais d'Avranches, ou Examen de ses chartes et de ses titres, Imprimerie de E. Salettes Fils, Coutances, 1879.
- Le Diocèse D'avranches. Sa Topographie, Ses Origines, Ses Évêques, Sa Cathédrale, Ses Églises, Ses Comtes Et Ses Chateaux, Avec Cartes Et Plans, 2 tomes, Imprimerie de Salettes, Coutances, 1888.
- Vie de M. Artur de La Villarmois, grand doyen de la cathédrale d'Avranches, vicaire général, H. Delesques, Caen, 1891 .
- Vies des saints du diocèse de Coutances et Avranches, Imprimerie A. Perrin, Avranches, 1892-1893.
- Le Mont Saint-Michel et sa baronnie Genêts-Tombelaine, Imprimerie A. Perrin, Avranches, 1901, 411 pages.